# BPM Entertainment
BPM Entertainment (hangul: 빅플래닛메이드), znana również jako Big Planet Made – południowokoreańska firma rozrywkowa założona w 2021 roku. Współzałożycielami są raper MC Mong oraz członek Duble Sidekick, Park Jang-geun. Jest to spółka zależna od firmy One Hundred. BPM ma strategiczny sojusz z Swing Entertainment, spółką zależną CJ ENM oraz Million Market, inną spółką zależną One Hundred.
Firma jest najbardziej znana jako dom dla tria Viviz, girlsbandu Badvillain oraz solowych artystów takich jak Huh Gak, Ha Sung-woon, Lee Mu-jin, Be'O, Ren i Taemin.

## Historia

### 2021–2022: Założenie i ekspansja
BPM Entertainment zostało założone w lipcu 2021 roku przez rapera MC Mong oraz członka Duble Sidekick, Park Jang-geuna. 29 września 2021 roku Soyou podpisała kontrakt z BPM Entertainment po opuszczeniu Starship Entertainment, stając się pierwszą artystką, która związała się z firmą. 6 października ogłoszono, że byłe członkinie GFriend, Eunha, SinB i Umji, podpisały kontrakt z BPM Entertainment, aby zadebiutować jako trio po opuszczeniu Source Music. 8 października 2021 roku ogłoszono, że nowa nazwa ich grupy to Viviz. 27 października Huh Gak podpisał kontrakt z BPM Entertainment po wygaśnięciu jego umowy z IST Entertainment.
29 października Big Planet Made ogłosiło podpisanie memorandum o porozumieniu z Million Market i Swing Entertainment, tworząc tym samym strategiczny sojusz i porozumienie biznesowe. 24 grudnia były członek Hotshot i Wanna One, Ha Sung-woon, podpisał kontrakt z BPM Entertainment po wygaśnięciu jego umowy z Star Crew Entertainment. Viviz zadebiutowały 9 lutego 2022 roku z minialbumem Beam of Prism.
1 marca 2022 roku ogłoszono, że Lee Mu-jin podpisał ekskluzywny kontrakt z BPM Entertainment. 8 marca Be'O podpisał umowę menedżerską z BPM Entertainment. 9 kwietnia aktorka Jo Soo-min podpisała ekskluzywny kontrakt z firmą, stając się pierwszą aktorką podpisującą umowę z BPM Entertainment. Jo Soo-min później opuściła BPM przed listopadem, ale powody nie zostały ujawnione. 3 maja Mighty Mouth podpisali ekskluzywny kontrakt z BPM Entertainment. 7 maja były członek NU'EST, Ren, podpisał ekskluzywny kontrakt z BPM Entertainment po wygaśnięciu jego umowy z Pledis Entertainment. W listopadzie 2022 roku MC Mong zrezygnował z funkcji dyrektora, ale pozostał związany z firmą dzięki powiązaniu z Million Market. Park Jang-geun został nowym CEO firmy.

### Od 2023: Debiut pierwszej grupy
W listopadzie 2023 roku Cha Ga-won, przewodniczący p-Arc Group, został największym udziałowcem BPM Entertainment i przejął Million Market od SM Entertainment. 5 grudnia BPM ogłosiło, że zrekrutowało Kim Dong-juna, byłego CEO SM C&C, na stanowisko CEO z zamiarem rozszerzenia zarządzania MC i treści. 12 grudnia 2023 roku firma One Hundred została założona jako spółka macierzysta BPM poprzez wspólną inwestycję Cha Ga-wona i MC Mong, a Park Jang-geun został mianowany głównym producentem.
stycznia 2024 roku Mighty Mouth ogłosili w mediach społecznościowych, że opuścili firmę. 1 lutego 2024 roku ujawniono, że Soyou opuszcza BPM Entertainment po dogłębnych dyskusjach. 1 kwietnia 2024 roku Taemin, członek zespołu Shinee, podpisał kontrakt z BPM Entertainment na promocję swojej solowej kariery. 18 kwietnia 2024 roku Lee Soo-geun został pierwszym rozrywkowym artystą, który dołączył do firmy. 29 kwietnia 2024 roku ogłoszono, że Lee Seung-gi podpisał kontrakt z BPM Entertainment.
maju 2024 roku BPM Entertainment zaczęło udostępniać zapowiedzi swojej nadchodzącej żeńskiej grupy Badvillain, której debiut miał nastąpić w pierwszej połowie 2024 roku.

## Artyści
| - Viviz - Badvillain |

| - Huh Gak - Ha Sung-woon - Lee Mu-jina - Be'O (we współpracy z FameUs Entertainment) - Ren - Taemina |

| - Lee Seung Gi |

## Byli artyści
- Jo Soo-min (2022)
- Mighty Mouth (2022–2024)
- Soyou (2021–2024)

## Kontrowersje

### Zarzuty o próbę przejęcia członków
W czerwcu 2023 roku SM Entertainment poinformowało, że zewnętrzna firma, którą według doniesień była BPM, próbowała przejąć członków Exo: Baekhyuna, Chena i Xiumina. edług SM, MC Mong miał wpływać na członków Exo, aby podpisali kontrakt z BPM, co stanowiło naruszenie ich wyłącznych umów z SM. Zarówno BPM, jak i MC Mong zaprzeczyli tym oskarżeniom. SM później wycofało oskarżenia i przeprosiło. W kolejnym miesiącu, portal TenAsia uzyskał transkrypcję rozmowy, w której MC Mong opisywał próby zrekrutowania Baekhyuna i jego kolegi z Exo, Kai'a, co wydawało się przeczyć wcześniejszym zaprzeczeniom. W maju 2024 roku, firma One Hundred, będąca właścicielem BPM, włączyła firmę Baekhyuna, INB100, jako swoją spółkę zależną. W komunikacie prasowym ogłaszającym tę decyzję, One Hundred podało, że BPM i INB100 „stały się jedną rodziną”. One Hundred wyjaśniło, że BPM mogło zapewnić INB100 potrzebną infrastrukturę, podczas gdy BPM i One Hundred zyskałyby potężne IP.